# Όri Vrοntous - Lailias - Epimikes
Όri Vrοntous - Lailias - Epimikes este o arie protejată (arie specială de conservare — SAC, sit de importanță comunitară — SCI) din Grecia întinsă pe o suprafață de 7.757,56 ha, integral pe uscat.

## Localizare
Centrul sitului Όri Vrοntous - Lailias - Epimikes este situat la coordonatele 41°16′08″N 23°35′11″E / 41.268828°N 23.586287°E.

## Înființare
Situl Όri Vrοntous - Lailias - Epimikes a fost declarat sit de importanță comunitară în august 1996 pentru a proteja 2 specii de plante și 6 specii de animale. Situl a fost protejat și ca arie specială de conservare în martie 2011.

## Biodiversitate
Situată în ecoregiunea mediteraneană, aria protejată conține 10 habitate naturale: Pajiști uscate din regiunea submediteraneeană estică (Scorzoneratalia villosae), Liziere de ierburi înalte hidrofile de câmpie și de nivel montan până la alpin, Pante stâncoase silicioase cu vegetație casmofită, Păduri de fag Luzulo-Fagetum, Păduri de fag Asperulo-Fagetum, Păduri de pini scoțieni din masivele Balcanilor și Rodopilor, Păduri aluvionare cu Alnus glutinosa și Fraxinus excelsior (Alno-Padion, Alnion incanae, Salicion albae), Păduri panonice-balcanice de stejar turcesc - stejar sesil, Păduri de Quercus frainetto, Păduri de pin (sub-) mediteraneene cu pini negri endemici.
La baza desemnării sitului se află mai multe specii protejate:
- plante (2): Centaurea immanuelis-loewii, Dactylorhiza kalopissii subsp. kalopissii
- amfibieni (2): izvoraș-cu-burta-galbenă (Bombina variegata), Triturus karelinii
- mamifere (2): liliac cârn (Barbastella barbastellus), vidră de râu (Lutra lutra)
- reptile (2): șarpele cu patru dungi (Elaphe quatuorlineata), Testudo graeca

Pe lângă speciile protejate, pe teritoriul sitului au mai fost identificate 18 specii de plante, 5 specii de amfibieni, 6 specii de mamifere, 12 specii de reptile.